# Cârjari
Cârjari – wieś w Rumunii, w okręgu Prahova, w gminie Vâlcănești. W 2011 roku liczyła 642 mieszkańców.